# Frente Unida para a Democracia contra a Ditadura

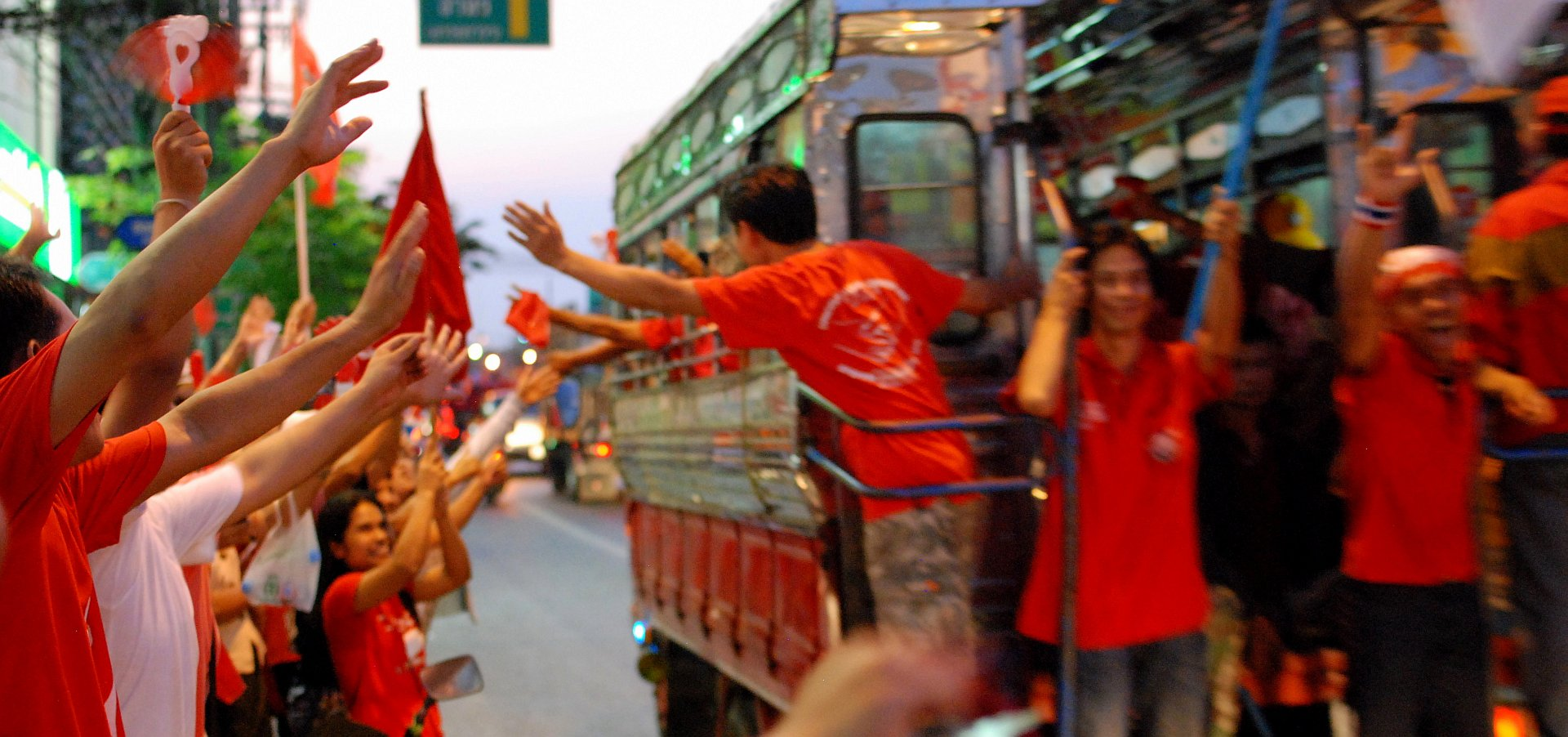
Simpatizantes dos camisas vermelhas na avenida Rama 4 no dia 20 de março de 2010.

A Frente Unida para a Democracia contra a Ditadura (UDD) (Thai: แนวร่วมประชาธิปไตยต่อต้านเผด็จการแห่งชาติ; นปช, Alternativamente traduzido como Aliança Nacional Democrática contra a Ditadura), cujos simpatizantes são comumente chamados de camisas vermelhas, é um grupo de pressão política em oposição à Aliança Popular para a Democracia (PAD, em inglês) e aos apoiadores do golpe militar tailandês de 2006. Os principais líderes da UDD incluem Jatuporn Prompan, Nattawut Saikua, Veera Musikapong e Weng Tojirakarn. O principal aliado da UDD, o Partido Pheu Thai, estava no poder em um governo de coalizão antes de ser destituído por um golpe de estado  liderado pelo general Prayuth Chan-ocha em maio de 2014.
Antes das eleições nacionais de julho de 2011, a UDD alegou que o governo de Abhisit Vejjajiva tomou o poder ilegitimamente, apoiado pelo exército tailandês e pelo Judiciário. Portanto, a UDD apelou ao  Parlamento tailandês para dissolver o governo e realizar uma eleição geral. A UDD acusa a elite extra-democrática do país — os militares, judiciário, certos membros do  Conselho Privado do Rei, e outros funcionários não eleitos — de minar a democracia por interferir na política. A UDD é composta principalmente por pessoas do Norte e  Nordeste da Tailândia, de classes urbanas mais baixas de Bangkok e de alguns intelectuais. Embora o movimento parece receber o apoio do ex-primeiro-ministro no exílio Thaksin Shinawatra, nem todos os membros da UDD apoiam o deposto primeiro-ministro.